# Найдьонова Людмила Василівна
Людмила Василівна Найдьонова (нар. 1943) — українська радянська діячка, оператор пульта управління шахти № 9/10 Марганецького гірничо-збагачувального комбінату Дніпропетровської області. Депутат Верховної Ради УРСР 10—11-го скликань.

## Біографія
Освіта середня спеціальна.
У 1961—1963 роках — кочегар, табельниця автобази тресту «Нікополь-Марганець» Дніпропетровської області.
З 1963 року — машиніст ліфта, машиніст відсаджувальних машин, з 1976 року — машиніст мостового крана, з 1982 року — оператор пульта управління шахти № 9/10 Марганецького гірничо-збагачувального комбінату імені 60-річчя Радянської України Дніпропетровської області.
Потім — на пенсії.

## Нагороди
- ордени
- медалі